# Bálint Vécsei
Bálint Vécsei (* 13. července 1993, Miskolc, Maďarsko) je maďarský fotbalový záložník a reprezentant, který v současnosti hraje za maďarský klub Ferencvárosi TC.

## Klubová kariéra
V profesionální kopané debutoval v maďarském klubu Honvéd Budapešť.

## Reprezentační kariéra
V A-mužstvu Maďarska debutoval 4. 6. 2014 v přátelském zápase v Budapešti proti týmu Albánie (výhra 1:0).